# كأس إنترتوتو 2000
كأس إنترتوتو 2000 (بالإنجليزية: 2000 UEFA Intertoto Cup)‏ هو موسم من كأس إنترتوتو. أقيم خلال الفترة 18 يونيو 2000 وحتى 22 أغسطس 2000، وبمشاركة  60 فريقاً، وفاز فيه سلتا فيغو، ونادي أودينيزي، ونادي شتوتغارت.